# Lobogonia olivata
Lobogonia olivata là một loài bướm đêm trong họ Geometridae.